# Sahalahti

Wappen der ehemaligen Gemeinde Sahalahti

Sahalahti [ˈsɑhɑlɑhti] (schwedisch historisch Sahalax) ist ein Ort und eine ehemalige Gemeinde in der finnischen Landschaft Pirkanmaa.
Die Gemeinde Sahalahti wurde Anfang 2005 in die Nachbargemeinde Kangasala eingemeindet. Sie hatte eine Fläche von 171,96 km² (davon 35,09 km² Binnengewässer), die Einwohnerzahl betrug 2276 (31. Dezember 2004). Einziges Siedlungszentrum war das Kirchdorf Sahalahti, daneben gehörten zur Gemeinde die Dörfer Haapaniemi, Haapasaari, Ilola, Isolahti, Isoniemi, Kärkäs, Keljo, Korpiniemi, Moltsia, Noksioinen, Paatiala, Pakkala, Pappila, Pyttylä, Rautio, Saarioinen, Taustiala, Töykänä und Tursola.
Ursprünglich war Sahalahti eine Kapellengemeinde des Kirchspiels Pälkäne. Nachdem an dem Ort 1559 eine Kirche gebaut worden war, betrieben die Einwohner von Sahalahti die Loslösung von Pälkäne. König Johann III. stimmte dem schließlich zu und erhob Sahalahti 1581 zur eigenständigen Kirchengemeinde. Die Kirche von Sahalahti brannte 1728 nach einem Blitzschlag ab, konnte aber binnen eines Jahres wiederaufgebaut werden. Als die alte Kirche für die Gemeinde zu eng wurde, errichtete man 1830 eine neue Kirche, die bis heute genutzt wird. Die politische Gemeinde Sahalahti wurde 1869 ins Leben gerufen. Bei einer Volksabstimmung 2004 sprachen sich 55 % der Einwohner von Sahalahti für eine Fusion mit Kangasala aus, die schließlich am 1. Januar 2005 vollzogen wurde.